# Monge João Maria

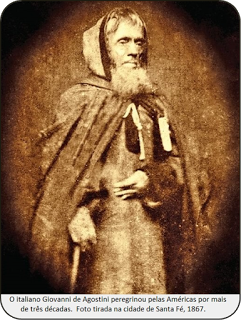
Foto do monge João Maria tirada em 1867 em Santa Fé, no Novo México, EUA. Após viver no Brasil, há registros da passagem do monge pela Argentina, Bolívia, Cuba e Canadá.

João Maria é o nome pelo qual ficaram conhecidos três monges que passaram pela região sul do Brasil entre o final do século XIX e primeira metade do século XX. Tinham o caráter de curandeirismo ou de messianismo.

## Histórico
Apesar de serem três, o povo, por meio de lendas e folclore, uniu-os em um, que ficou conhecido como São João Maria, considerado na época o monge dos excluídos. Estão historicamente unidos de tal forma que muitas vezes é difícil separar seus feitos e suas vidas.
Tinham em comum o fato de viver em épocas de grandes mudanças sociais, quando a assistência médica e a educação tinham pouca penetração no interior do país, e o aconselhamento embasado na religião, a cura por ervas, água e milagres eram os únicos recursos acessíveis da população carente e pouco assistida. Os humildes encontraram neles apoio para enfrentar a penúria e a desesperança.
Mesmo sendo impossível tratar-se da mesma pessoa, pela questão temporal e geográfica, no caso particular do estado do Rio Grande do Sul existe a tese que de sobreviventes fugitivos, e em especial, seus descendentes, foram divulgando e adequando suas crenças e reivindicações. Assim, encontramos o monge João Maria, do movimento do Monges do Pinheirinho, do município de Encantado, com as mesmas características, do qual inclusive existe registro fotográfico, 35 anos depois e com o mesmo nome, na luta dos Monges Barbudos, em Soledade.

## João Maria De Agostini

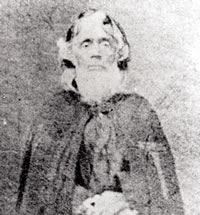
Retrato do eremita na cidade de Havana, Cuba, em 1861. Batizada de A Maravilha do Nosso Século, é um dos elementos identificadores da passagem do monge pela América Central e do Norte

O primeiro deles, o monge João Maria De Agostini, era de origem italiana. Nascido em Sizzano em julho de 1801, veio para o continente americano em 1838, desembarcando na cidade de Caracas, Venezuela. Após, rumou para o sul, passando por Equador, Colômbia e Peru. Entre 1839 e 1841, habitou montanha próxima à cidade de Motupe. Ali deixou uma Cruz que, anos depois, descoberta pelos moradores locais, tornou-se centro de romarias. Em 1868, os habitantes de Motupe deram início à devoção a Santísima Cruz de Motupe, até hoje uma das festas religiosas mais conhecidas e concorridas de todo o Peru.  Corajosamente, tomou o caminho da Amazônia peruana, cruzando, de barco, toda a floresta para chegar a Belém, do Pará, no início de 1844. Sem que saibamos os motivos, resolveu ir até o Rio de Janeiro, então capital do Império brasileiro, desembarcando ali em agosto de 1844. Viveu no Cerro da Gávea por alguns meses, até o final de 1844. No Rio de Janeiro embarcou para Santos, subindo a serra para se dirigir para Sorocaba (São Paulo). No dia 24 de dezembro de 1844 apresentou-se para o escrivão local que registrou sua chegada. Entre vários detalhes esclarecedores, o escrivão relatou que Agostini era aleijado de três dedos da mão esquerda. Incansável, o eremita mirou para o sul, atravessando o então desafiador Planalto Meridional brasileiro para se instalar no Rio Grande do Sul, onde viveu entre os anos de 1845 e 1848, em Candelária, no morro do Botucaraí, e Santa Maria, no Campestre. Introduziu nessa região o culto a Santo Antão, que é considerado o “pai de todos os monges”, cuja festa continua até os dias atuais, comemorada em 17 de janeiro. A região do Campestre passou a ser chamada, desde então, de Campestre de Santo Antão.
Sua prisão foi decretada em outubro de 1848, pelo general Francisco José de Sousa Soares de Andrea, o Barão de Caçapava, mediante o temor de levantes e concentrações populares que começavam a ser comuns naquela região, ficando o monge proibido de voltar ao Rio Grande do Sul. Refugiou-se na Ilha do Arvoredo (Santa Catarina), depois em Lapa (Paraná), na serra do Monge, e em Lages (Santa Catarina). Retornou ao Rio Grande do Sul em dezembro de 1851, passando por São Borja onde foi convidado para fazer o sermão de Natal. Saiu escorraçado da igreja e da cidade por conta de seu discurso agressivo, condenando, principalmente, a prática da escravidão e aprisionamento de crianças indígenas pelas elites locais. Após esse conflito, cruzou a província para reaparecer em Porto Alegre no início de 1852, mesmo tendo ordens expressas de nunca mais retornar ao Rio Grande do Sul. Estava em busca de um passaporte para o Paraguai. O governo concedeu o passaporte, mas avisou ao monge que ele tinha 30 dias para sair da província, caso contrário, seria novamente preso e deportado.

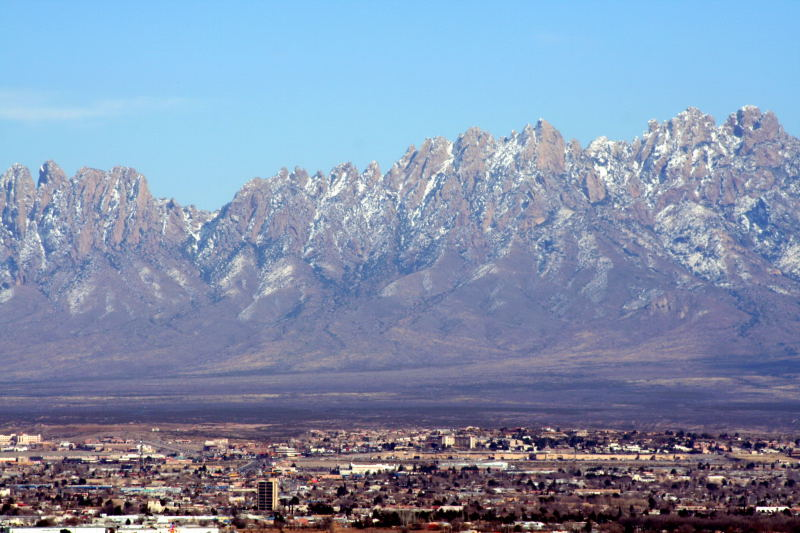
O Monge João Maria viveu os últimos anos de sua vida como ermitão nas cadeira montanhosa de Organ Mountains na região de Mesilla, Novo México, onde morreu e foi enterrado.

Até há poucos anos não havia indícios que confirmassem o paradeiro do monge João Maria. No entanto, informações presentes em dois livros publicados apresentam o roteiro de João Maria de Agostini após deixar o Brasil em 1852. Depois de viver alguns meses na fronteira entre Paraguai, Argentina e Brasil (no Monte Palma, às margens do rio Uruguai, na atual província de Misiones), deu sequência às suas andanças. Passou por Buenos Aires, pelos pampas argentinos, habitou uma caverna próxima à cidade de Mendoza enquanto aguardava o melhor momento para atravessar a Cordilheira dos Andes. Em 1854 estava no Chile, permanecendo até 1857 em uma gruta nos desertos de La Serena. Durante esse tempo, traduziu uma Bíblia do Latim para o espanhol. Foi convidado, mas recusou, convite para ser sacerdote. Andarilho por natureza, seguiu caminho para a Bolívia (onde foi novamente preso, mas solto em poucos dias), passou rapidamente pelo Lago Titicaca e foi até o litoral peruando para embarcar na cidade de Arequipa. De barco foi até a América Central, chegando ao México em 1859. Ao se instalar em uma caverna em uma das montanhas mais altas do México (Orizaba), Agostini passou a atrair um número muito grande de devotos. Não tardou para que as autoridades locais (da cidade de Puebla) investigassem o monge e o prendessem em função de sua influência junto ao povo. Ficou algumas semanas detido enquanto as autoridades decidiam o que fazer com tão excêntrico personagem. Ao decidirem pela deportação, as autoridades escoltaram Agostini até o porto de Vera Cruz - de lá o embarcaria para Havana, Cuba. Na capital cubana, foi recebido com certo entusiasmo pelos habitantes locais, pois as notícias a seu respeito corriam rapidamente, seja por terra ou mar. Nos poucos dias em que permaneceu em Havana, um fotógrafo tirou seu retrato, intitulando-o "A Maravilha do Nosso Século". A foto era vendida como souvenir. Agostini carregou consigo uma destas fotografias. De Cuba, Agostini foi até Nova York, mas seu destino seria o Canadá. A estada dele na cidade de Quebec foi ruim, pois o confundiam com mendigo, não entendendo o propósito de sua vida. Desgostoso com os canadenses, decidiu ir para o Oeste dos Estados Unidos. Amalgamando vida eremítica com missão religiosa, ele percorreu o meio-oeste americano até se instalar no estado do Novo México. Primeiro habitou em uma montanha chamada Tecolote (depois rebatizada Hermit's Peak), próximo à pequena vila de Las Vegas (não confundir com a cidade dos cassinos, que fica no estado de Nevada). Permaneceu na montanha de 1863 até 1867. Após, dirigiu-se para o sul, na vila de Mesilla, aonde foi assassinado em abril de 1869, possivelmente por índios Apaches que estavam em guerra contra a ocupação branca de seu outrora território. O corpo de João Maria de Agostini está enterrado no cemitério católico da cidade de Mesilla, distante 80 quilômetros da fronteira com o México

## João Maria de Jesus

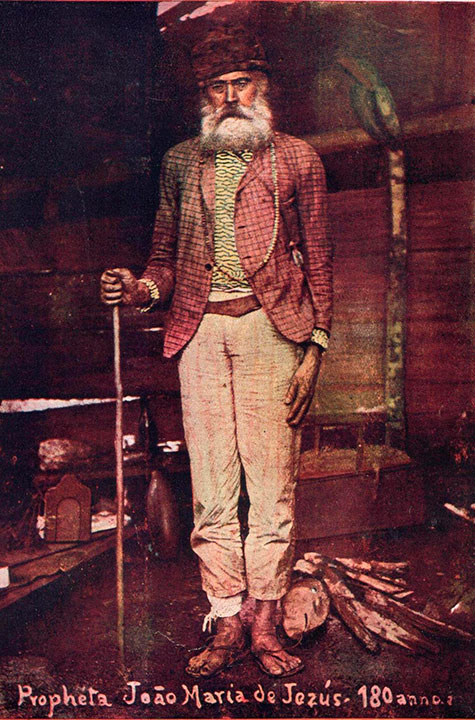
Foto de João Maria de Jesus cuja legenda diz que ele possuía 180 anos de idade.

O segundo monge, João Maria de Jesus, surgiu também misteriosamente, no Paraná e Santa Catarina, tendo vivido entre os anos de 1886 e 1908, havendo, na ocasião, uma identificação com o primeiro, de quem utilizava os mesmos métodos, com curas por ervas, conselhos e água de fontes.
Acredita-se que seu verdadeiro nome é Atanás Marcaf. Em 1897, diria: "Eu nasci no mar, criei-me em Buenos Aires e faz onze anos que tive um sonho, percebendo nele claramente que devia caminhar pelo mundo durante quatorze anos, sem comer carne nas quartas-feiras, sextas-feiras e sábados, sem pousar na casa de outros. Vi-o claramente".
Há controvérsias sobre seu desaparecimento, segundo alguns historiadores, ocorrido por volta de 1900, e segundo outros por volta de 1907 ou 1908. A semelhança entre os dois primeiros monges é tão grande que o povo os considerava um só. Num dos seus retratos da época há a legenda “João Maria de Jesus, profeta com 188 anos”

## José Maria de Santo Agostinho
O terceiro monge, José Maria, surgiu em 1911, no município de Campos Novos (SC), e foi, segundo alguns historiadores, um ex-militar. De acordo com um laudo da polícia de Vila de Palmas, no Paraná, seu verdadeiro nome era Miguel Lucena de Boaventura, um soldado desertor condenado por estupro. Dizia ser irmão do primeiro monge e adotou o nome de José Maria de Santo Agostinho. Utilizava, também, os mesmos métodos de cura dos anteriores, mas, ao contrário do isolamento, organizava agrupamentos, fundando os "Quadros Santos", acampamentos com vida própria, e os "Pares de França", uma guarda especial formada por 24 homens que o acompanhavam. A região onde atuava era palco de disputas por limites e, sob a alegação de que o monge queria a volta da monarquia, foi pedida a intervenção do Governo Estadual de Santa Catarina, o que foi entendido como uma afronta pelo Governo do Paraná, que enviou uma força militar para a região. A força militar chefiada pelo coronel João Gualberto Gomes de Sá invadiu o "Quadro Santo" de Irani (SC), quando morreram em combate o monge José Maria e o coronel, o que determinou o fim do ciclo dos monges e a eclosão franca da Guerra do Contestado.

## Lendas

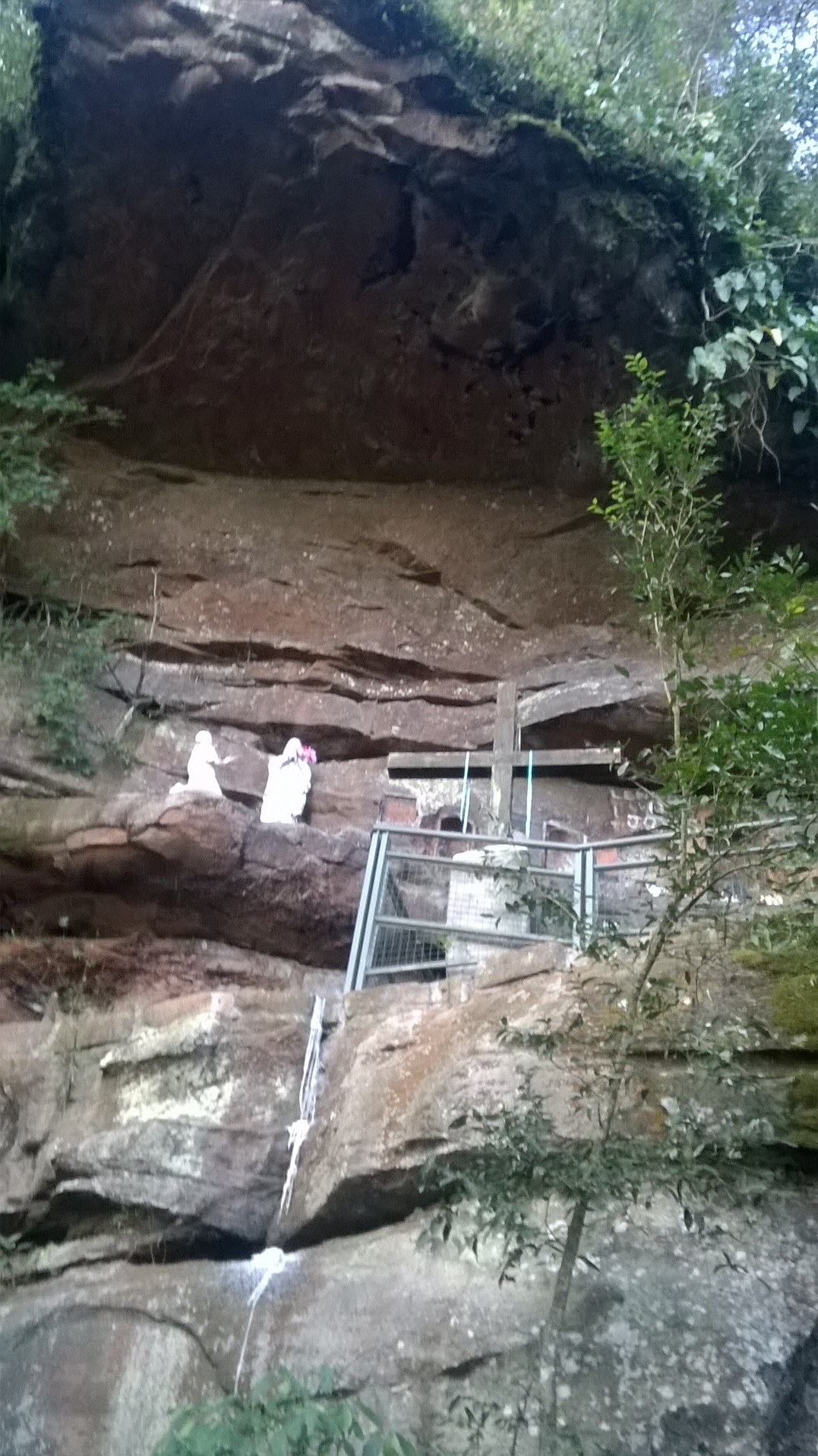
Gruta do monge João Maria, no Parque Estadual do Monge, município da Lapa, Paraná.

Há muitas histórias sobre a origem do monge, todas de tradição popular. Uma delas refere que sua cidade de origem teria sido Belém, na Judeia, e que abandonara a religião para se casar com uma moura e para combater o exército expedicionário francês. Sendo feito prisioneiro, após a morte de sua esposa fugiu e teve a visão do apóstolo Paulo, que o mandou peregrinar durante 14 anos (ou 40 anos, em outra versão) pelo mundo, retornando assim ao cristianismo.
Outra lenda refere que o monge teria sido um criminoso, que teria seduzido uma religiosa, a qual falecera na viagem para a América, e sua penitência seria vagar solitário pelos sertões. Também outra história defende que o monge era um apátrida, nascido no mar, de pais franceses, tendo sido criado no Uruguai.
Conta-se também que ele poderia estar em dois lugares diferentes, como também se postar orando em sua gruta, ao lado de um doente que invocava por ele; que podia ficar invisível aos seus perseguidores; que podia atravessar a pé sobre as águas dos rios; que suas cruzes cresciam 40 dias após o monge tê-las levantado; que o monge era imune aos índios e feras; que fazia surgir nascentes nos lugares onde dormia.
As curas são constantes em suas lendas, muitas delas com infusões de uma planta chamada vassourinha e com rezas. Há uma lenda de que João Maria teria debelado uma epidemia de varíola na cidade de Mafra, na ocasião ainda um bairro pertencente ao município de Rio Negro, afastando a doença com rezas e com 19 cruzes plantadas como Via Sacra pela cidade. O monge João Maria teria chegado em Mafra em 1851 e encontrara a população sob o sofrimento da Guerra dos Farrapos e da epidemia de varíola. Recomendou que 19 cruzes (alguns historiadores defendem que seriam 14 cruzes) fossem erguidas entre a Capela Curada e a Balsa - Ponte Metálica. As tropas vindas do sul foram derrubando essas cruzes e, a única que sobrou foi a da Praça Hercílio Luz, cuja fixação foi em 30 de Junho de 1851 e representa a fé do catolicismo rústico do homem simples da região. Ainda hoje existe essa cruz na praça de Mafra, conhecida popularmente como a “Cruz de São João Maria”, e que, segundo a lenda, não pode ser retirada, com o risco de causar a enchente do rio Negro, o qual separa as cidades vizinhas de Rio Negro e Mafra.
Em Lagoa Vermelha (RS) sua lembrança é ainda muito viva. Teria chegado ao município por volta de 1893, durante a Revolução Federalista. Conta-se que no centro da cidade, ele teria tocado com o seu cajado em uma pedra fezendo nascer uma fonte, a Fonte de São João Maria, que abasteceu a cidade de água durante muito tempo e que ainda existe até hoje. Mas uma horda de malfeitores alegaram que ele era um espião. Degoladores então foram até o lugar onde acampava São João Maria e, chefiados por Neco Rengo, degolaram-no. Voltaram os degoladores para a cidade e lá ficaram sabendo que São João Maria estava vivo. Foram atrás dele, novamente, encontraram-no e degolaram-no outra vez, voltando então à cidade para beber e festejar. Aí ficaram sabendo, de novo, que o santo permanecia vivo. Pela terceira vez os degoladores foram à sua procura e lhe cortaram a garganta, outra vez. Mas São João Maria não morreu. Ficou ali o tempo que quis, até que partiu, no rumo de Santa Catarina.

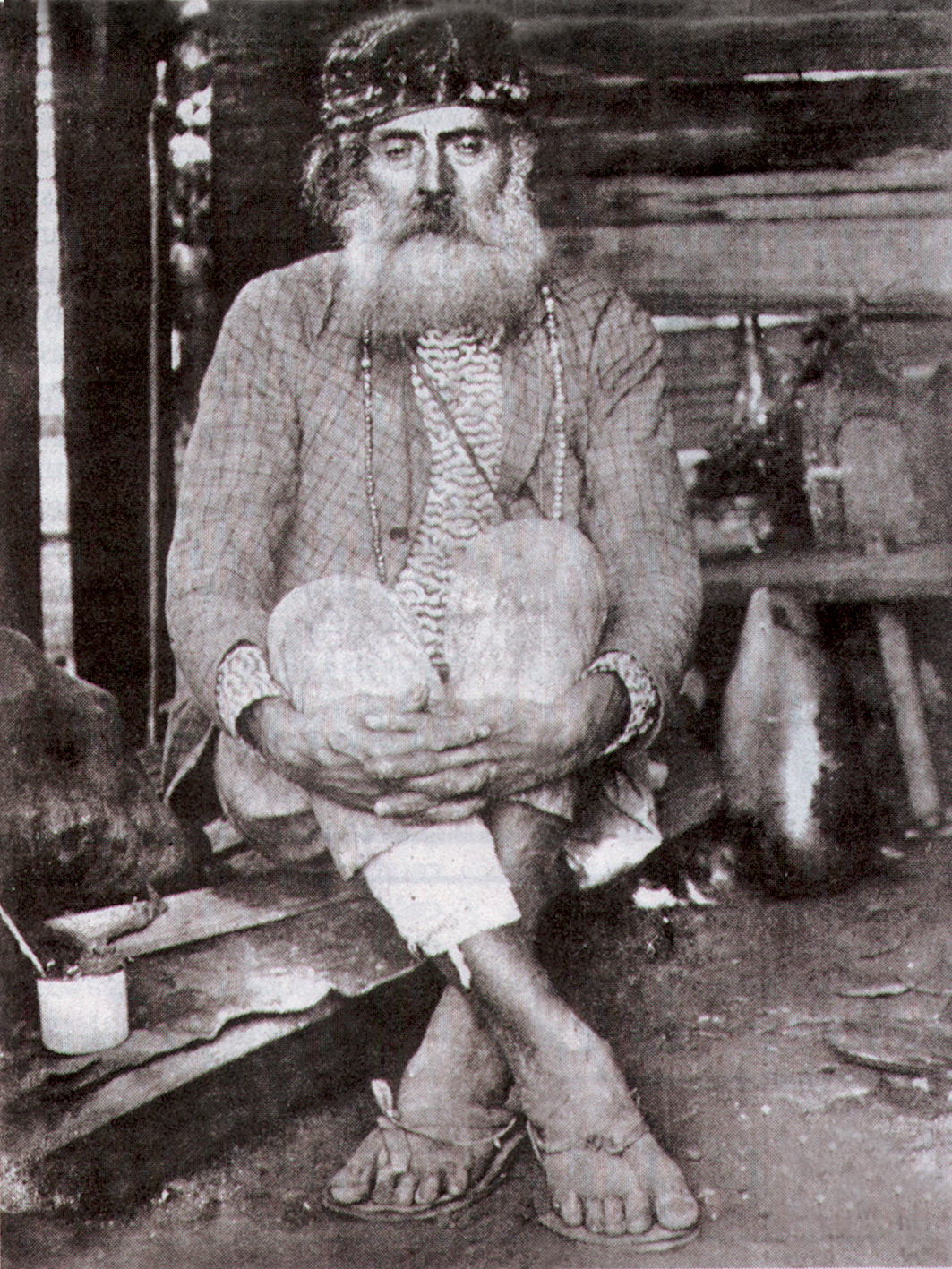
Monge João Maria, em Ponta Grossa, no Paraná.

Há lendas de que o monge teria feito, também, diversas previsões, inclusive sobre os futuros trens e aviões: "Linhas de burros pretos, de ferro, carregarão o pessoal" e "gafanhotos de asas de ferro, e estes seriam os mais perigosos porque deitariam as cidades por terra".
Há também diversas lendas sobre seu desaparecimento. Conta uma delas que ele terminou sua missão no morro do Taió (SC), outra que morreu de velhice em Araraquara (SP), ou que foi encontrado agonizante próximo aos trilhos da estrada de ferro perto de Ponta Grossa.
A crença mais difundida é, no entanto, que não teria morrido. Após jejuar por 48 horas no morro do Taió, o monge teria sido levado por dois anjos para o céu. Em outra hipótese, seu corpo teria se envolvido em luz tão forte que o fez desaparecer, deixando uma marca vermelha no chão, que os incrédulos confundiam com sangue.